# Archibald McBryde
Archibald McBryde (* 28. September 1766 in Wigtownshire, Schottland; † 15. Februar 1816 in Carbonton, North Carolina) war ein US-amerikanischer Politiker. Zwischen 1809 und 1813 vertrat er den Bundesstaat North Carolina im US-Repräsentantenhaus.

## Werdegang
Noch in seiner Kindheit kam Archibald McBryde mit seinen Eltern in die Vereinigten Staaten, wo sich die Familie in Carbonton niederließ. In seiner neuen Heimat erhielt er eine private Schulausbildung. Nach einem anschließenden Jurastudium und seiner Zulassung als Rechtsanwalt begann er in diesem Beruf zu arbeiten. Außerdem betätigte er sich in der Landwirtschaft. Von 1792 bis 1816 war er, mit Ausnahme seiner Zeit als Kongressabgeordneter, bei der Gerichtsverwaltung im Moore County angestellt.
Politisch schloss sich McBryde der Föderalistischen Partei an. Bei den Kongresswahlen des Jahres 1808 wurde er im siebten Wahlbezirk von North Carolina in das US-Repräsentantenhaus in Washington, D.C. gewählt, wo er am 4. März 1809 die Nachfolge von John Culpepper antrat. Nach einer Wiederwahl konnte er bis zum 3. März 1813 zwei Legislaturperioden im Kongress absolvieren. Diese waren seit 1812 von den Ereignissen des Britisch-Amerikanischen Kriegs geprägt. In den Jahren 1813 und 1814 saß McBryde im Senat von North Carolina; danach praktizierte er wieder als Anwalt. Er starb am 15. Februar 1816 in Carbonton.